# Москвіна Єлизавета Петрівна
Єлизаве́та Петрі́вна Москвіна́ (1908 , Бахмутський повіт, Катеринославська губернія, Російська імперія  — невідомо ) — українська радянська діячка. Член ЦК КП(б)У (червень 1938 — січень 1949). Депутат Верховної Ради УРСР 1-го скликання (1938–1947).

## Біографія
Народилася 1908 року в родині вибійника шахти № 12 біля міста Кадіївки на Донбасі. У 1922 році вступила до комсомолу.
З 1922 року — вибірниця породи на шахті, робітниця механічних майстерень шахти. Навчалася в школі гірничопромислового учнівства. Працювала вожатою піонерського загону, завідувала дитячими яслами.
Член ВКП(б) з 1929 року.
З 1929 по 1931 рік навчалася на підготовчих курсах при Московському гірничому інституті. З 1931 по 1936 рік — студентка Московського гірничого інституту, здобула спеціальність інженера.
З 1936 року — технічний керівник, з 1937 року — завідувач центральних механічних майстерень шахти «Красная звезда» тресту «Чистяковантрацит» міста Чистякове Донецької (Сталінської) області.
26 червня 1938 року обрана депутатом Верховної Ради УРСР 1-го скликання по Чистяківській виборчій окрузі № 295 Сталінської області. Делегат XIV (1938) та XIV (1940) з'їздів КП(б)У.
Під час німецько-радянської війни перебувала в евакуації.
З середини 1940-х років — директор Ханжонківського авторемонтного заводу в місті Макіївці Сталінської області.

## Нагороди
- орден Леніна (17.02.1939)
- орден «Знак Пошани»